# 1944年の音楽
1944年の音楽（1944ねんのおんがく）では、1944年（昭和19年）の世界の音楽分野の動向についてまとめる。

## 概要
- 元パイドパイパーズのジョー・スタッフォードは、キャピトル・レコードの初期の契約歌手になった[1]。
- 1月20日 - パウル・ヒンデミットの『ウェーバーの主題による交響的変容』がニューヨークで初演。
- 12月1日 - バルトークの『管弦楽のための協奏曲』がボストン市で初演。

## 洋楽・出版曲
- アーロン・コープランド「アパラチアの春」
- アルフレッド・リード「ロシアのクリスマス音楽」
- イーゴリ・ストラヴィンスキー[2]「2台のピアノのためのソナタ」
- オリヴィエ・メシアン「神の現存についての3つの小典礼」
- ジョニー・マーサー「G.I.ジャイヴ」
- セシル・ギャント[3]「アイ・ワンダー」
- セロニアス・モンク「ラウンド・ミッドナイト」
- ヴィクター・ヤング「星影のステラ」
- ビリー・ホリデイ[4]「ドント・エクスプレイン」
- ビング・クロスビー[5]とアンドリューズ・シスターズ「ピストル・パッキン・ママ」
- フランク・レッサー「ベイビー、イッツ・コールド・アウトサイド」
- ボフスラフ・マルティヌー「交響曲第3番」
- ミルス・ブラザーズ「ユー・オールウェイズ・ハート・ザ・ワン・ユー・ラブ」
- ルーツィヤ・ガルータ「神よ、あなたの大地は燃えている!」
- ルイ・ジョーダン[6]「Is You Is or Is You Ain't My Baby」
- レナード・バーンスタイン「交響曲第1番」
- クリスマスソング「前歯のない子のクリスマス」
- ポピュラーソング「センチメンタル・ジャーニー」
- 国歌「アルメニア・ソビエト社会主義共和国の国歌」
- 国歌「ソビエト連邦の国歌」
- 歌曲「バルカンの星の下に」

## 邦楽シングル
- 淡谷のり子「たそがれのマニラ」
- 千葉静子「輝く黒髪～女子挺身隊の歌」
- 安西愛子、加賀美一郎、寿永恵美子「お山の杉の子」
- 伊福部昭「管絃楽のための音詩「寒帯林」」
- 霧島昇「勝利の日まで」
- 灰田勝彦「ラバウル海軍航空隊」
- 藤原義江「特幹の歌」
- 酒井弘「フクちゃん部隊出撃の歌」
- 酒井弘、安西愛子「あゝ紅の血は燃ゆる」
- 楠木繁夫「轟沈」
- 李香蘭「夜来香」
- 軍歌「嗚呼神風特別攻撃隊」

## 誕生
- 1月2日 - 古谷一行（俳優・元歌手、降谷建志実父）
- 1月4日 - 子門真人（東京都、歌手）
- 1月7日 - 吉田日出子（女優・元歌手）
- 1月8日 - 荒木一郎（俳優・歌手・音楽プロデューサー）
- 1月9日 - ジミー・ペイジ（、ギタリスト）
- 1月12日 - ヴィクトリア・ポストニコワ（ピアニスト）
- 1月14日 - ポール・シニガル（ザディコ・ブルースミュージシャン、+2019年・75歳没）
- 1月17日 - フランソワーズ・アルディ（、歌手）
- 1月18日 - 小椋佳（東京都、シンガーソングライター）
- 1月21日 - ウート・ウーギ（ヴァイオリニスト）
- 1月24日 - クラウス・ノミ（歌手、+1983年・39歳没）
- 1月28日 - 和田浩治（俳優・元歌手、+1986年・42歳没）
- 1月30日 - リン・ハレル（チェロ奏者、+2020年・76歳没）
- 1月31日 - チャーリー・マッスルホワイト（ブルースハーモニカ奏者・歌手）
- 2月4日 - 黒沢年雄（俳優・歌手）
- 2月5日 - アル・クーパー（、シンガーソングライター・キーボーディスト）
- 2月10日 - 高橋英樹（俳優・元歌手）
- 2月11日 - クロード・チアリ（タレント・ギタリスト）
- 2月16日 - シギスヴァルト・クイケン（古楽器演奏家）
- 2月17日 - 竹脇無我（俳優・元歌手、+2011年・67歳没）
- 2月21日 - パンチョ加賀美（ドラマー、ピンキーとキラーズ、+2018年・74歳没）
- 2月21日 - 前田吟（俳優・元歌手）
- 2月23日 - ジョニー・ウィンター（、ブルース歌手・ギタリスト、+2014年・70歳没）
- 2月24日 - ニッキー・ホプキンス（、ロック・ピアニスト、+1994年・50歳没）
- 2月24日 - チト河内（福岡県、編曲家）
- 2月28日 - 日高晤郎（芸人・歌手・俳優・声優、+2018年・74歳没）
- 3月1日 - ロジャー・ダルトリー（、歌手、ザ・フー）
- 3月3日 - 南正人（フォーク歌手、+2021年・76歳没）
- 3月4日 - ボビー・ウーマック（、シンガーソングライター、+2014年・70歳没）
- 3月6日 - メアリー・ウィルソン（歌手、シュープリームス、+2021年・76歳没）
- 3月8日 - ペペ・ロメロ（、クラシックギター奏者）
- 3月10日 - 尾高惇忠（作曲家、+2021年・76歳没）
- 3月18日 - 横山やすし（漫才師、+1996年・51歳没）
- 3月22日 - 大塚博堂（シンガーソングライター、+1981年・37歳没）
- 3月23日 - マイケル・ナイマン（、作曲家）
- 3月23日 - リック・オケイセック（歌手、カーズ、+2019年・75歳没）
- 3月26日 - ダイアナ・ロス（、歌手）
- 4月1日 - ウラジミール・クライネフ（ピアニスト、+2011年・67歳没）
- 4月12日 - ジョン・ケイ（歌手、ステッペンウルフ）
- 4月12日 - 園まり（神奈川県、歌手）
- 4月14日 - 西崎崇子（ヴァイオリニスト）
- 4月19日 - バーニー・ウォーレル（、キーボーディスト、+2016年・72歳没）
- 4月27日 - マイク眞木（東京都、歌手）
- 4月28日 - 河村要助（デザイナー・音楽評論家、+2019年・75歳没）
- 5月16日 - ビリー・コブハム（、ドラマー）
- 5月17日 - ポール・クロスリー（ピアニスト）
- 5月18日 - アルバート・ハモンド（シンガーソングライター）
- 5月18日 - ユストゥス・フランツ（指揮者・ピアニスト）
- 5月20日 - ジョー・コッカー（、歌手、+2014年・70歳没）
- 6月2日 - 平泉成（俳優・元歌手）
- 6月4日 - ミシェル・フィリップス（歌手、ママス&パパス）
- 6月8日 - ボズ・スキャッグス（、歌手）
- 6月21日 - レイ・デイヴィス（ミュージシャン、キンクス）
- 6月21日 - ジョン・ハイズマン（ドラマー、コロシアム、+2018年・73歳没）
- 6月23日 - 仲宗根美樹（歌手）
- 6月24日 - ジェフ・ベック（、ギタリスト）
- 7月3日 - ミッシェル・ポルナレフ（、歌手）
- 7月5日 - 松島アキラ（歌手・タレント・俳優）
- 7月25日 - 中村紘子（ピアニスト、+2016年・72歳没）
- 7月28日 - 渡瀬恒彦（俳優・歌手、+2017年・72歳没）
- 7月30日 - クリス・ダロウ（歌手、ニッティー・グリッティー・ダート・バンド、+2020年・75歳没）
- 8月7日 - 菅原孝（歌手、ビリーバンバン）
- 8月8日 - ジョン・レンボーン（、ギタリスト、+2015年・70歳没）
- 8月14日 - 杉良太郎（俳優・歌手）
- 8月15日 - シルヴィ・ヴァルタン（歌手）
- 8月27日 - ティム・ボガート（ベーシスト・歌手、カクタス、+2021年・76歳没）
- 9月6日 - ロジャー・ウォーターズ（、歌手・ベーシスト）
- 9月12日 - ウラディーミル・スピヴァコフ（ヴァイオリニスト・指揮者）
- 9月13日 - ピーター・セテラ（、歌手・ベーシスト）
- 9月28日 - 東隆明（作家・脚本家・演出家・作詞家）
- 10月9日 - ジョン・エントウィッスル（、ベーシスト、+2002年・57歳没）
- 10月9日 - 三門忠司（演歌歌手）
- 10月18日 - ネルソン・フレイレ（ピアニスト）
- 10月19日 - ピーター・トッシュ（、シンガーソングライター、+1987年・42歳没）
- 10月25日 - ジョン・アンダーソン（、歌手）
- 10月26日 - 山川啓介（長野県、作詞家、+2017年・72歳没）
- 10月28日 - ボブ・アンディ（レゲエ歌手、+2020年・75歳没）
- 11月2日 - キース・エマーソン（、キーボーディスト、+2016年・71歳没）
- 11月3日 - 亀渕友香（ゴスペル歌手・ボイストレーナー・女優、+2017年・72歳没）
- 11月17日 - デイヴ平尾（ミュージシャン・俳優、ザ・ゴールデン・カップス、+2008年・63歳没）
- 12月4日 - デニス・ウィルソン（、ザ・ビーチ・ボーイズのメンバー、+1983年・39歳没）
- 12月6日 - 牧村旬子（歌手）
- 12月9日 - ニール・イネス（、シンガーソングライター・コメディアン、+2019年・75歳没）
- 12月11日 - ブレンダ・リー（、歌手）
- 12月12日 - アレックス・アクーニャ（、ドラマー）
- 12月12日 - 舟木一夫（愛知県、歌手）
- 12月13日 - みなみらんぼう（フォークシンガー）
- 12月16日 - ジョン・アバークロンビー（ジャズギタリスト、+2017年・72歳没）
- 12月21日 - マイケル・ティルソン・トーマス（、指揮者・ピアニスト）

月日不明
- 佐藤功太郎（指揮者、+2006年・62歳没）
- ケニー・オデル（歌手、+2018年・73歳没）
- 横井久美子（フォークシンガー、+2021年・76歳没）

## 死去
- 4月13日 - セシル・シャミナード（、作曲家、*1857年）
- 5月8日 - エセル・スマイス（、作曲家、*1858年）
- 8月7日 - アグスティン・バリオス（、作曲家、*1885年）
- 8月19日 - ヘンリー・ウッド（、指揮者、*1869年）
- 11月14日 - フレッシュ・カーロイ（、ヴァイオリニスト、*1873年）
- 12月2日 - ヨゼフ・レヴィーン（、ピアニスト、*1874年）
- 12月15日 - グレン・ミラー（、ジャズ作曲家、*1904年）
- 12月27日 - エイミー・ビーチ（、作曲家、*1867年）